# Vizcondado de Monteagudo
El vizcondado de Monteagudo es un título nobiliario español creado el 24 de octubre de 1626 por el rey Felipe IV de España a favor de Juan Fajardo de Tenza. 
El título de vizconde de Monteagudo se concedió como vizcondado previo al de I marqués de Espinardo el 7 de agosto de 1627. Al ser un vizcondado previo no puede considerarse un título nobiliario, ya que nunca fue considerado como tal. Su concesión fue un puro trámite administrativo que se extinguió al otorgarse el título de marqués de Espinardo.

## Feudo
Estaba conformado territorialmente por los términos municipales de Vega de Morata, Ceutí, pertenecientes a la Vega Media del Segura, y Monteagudo, perteneciente a la Huerta de Murcia, en la región de Murcia, Ontur, Albatana, pertenecientes a Campos de Hellín, en la provincia de Albacete, Espinardo y Mojón Blanco pertenecientes a Murcia, en la provincia de Murcia.

## Armas
En campo de oro, tres peras de su color, con sus ramas de sinople, puestas en roquete, bordura de gules cargada de ocho cruces de oro (de Tenza, del Reino de Murcia, señores de Espinardo), conforme usadas en sus palacios por esto titular.

## Vizcondes de Monteagudo
|                        | Titular                | Periodo                |
| Creación por Felipe IV | Creación por Felipe IV | Creación por Felipe IV |
| ---------------------- | ---------------------- | ---------------------- |
| I                      | Juan Fajardo de Tenza  | 1626-1627              |

## Historia de los vizcondes de Monteagudo
- Juan Fajardo de Tenza (Murcia - La Coruña, 4 de julio de 1631[3]), I vizconde de Monteagudo (1626) y luego I marqués de Espinardo,[4][5] señor de las villas de Ontur, Albatana y Mojón Blanco, IV señor de Espinardo, señor consorte de la villa, hacienda y mayorazgo de la Vega de Morata, señor consorte de la villa de Ceutí y del castillo, villa, casa y mayorazgo de Monteagudo, comendador de Montalbanejo, caballero de la Orden de Calatrava, capitán general de Galicia, general de la Guardia del Estrecho de Gibraltar. Tras su matrimonio fue conocido por los apellidos Fajardo de Tenza o de Entenza y de Guevara Córdoba y Velasco, Fajardo de Guevara Córdoba y Velasco[3] o Fajardo de Guevara y Tenza o y Entenza.

Contrajo matrimonio el 24 de mayo de 1615 con su media prima hermana Leonor María Fajardo de la Cueva, señora de la villa, hacienda y mayorazgo de la Vega de Morata, señora de la villa de Ceutí y del castillo, villa, casa y mayorazgo de Monteagudo.